# Jean Goldenbaum
Jean Goldenbaum (* 6. September 1982 in São Paulo, Brasilien) ist ein deutscher Komponist und Musikwissenschaftler. Er ist assoziierter Forscher am Europäischen Zentrum für Jüdische Musik der Hochschule für Musik, Theater und Medien Hannover.

## Leben
Jean Mordechai Arendt Goldenbaum wurde in einer jüdischen Familie in São Paulo geboren und wuchs dort auf. 2005 emigrierte er nach Deutschland und wurde 2013 in Musikwissenschaft an der Universität Augsburg promoviert.
Goldenbaum war der Composer in residence des Wasa Sinfonieta Music Festival in Finnland in den Jahren 2011 und 2013, wo die Uraufführung seiner zwei Doppelkonzerte Ode to Friendship (für Flöte, Gitarre und Orchester) und The Universes shall conspire to Love (für Flöte, Perkussion und Orchester) stattfand. 2011 wurden einige seiner kammermusikalischen Werke auf der Veranstaltung „Neue Musik International“ in Salzburg aufgeführt. Gesponsert vom brasilianischen Kulturministerium wurde seine Musik 2012 bei der Veranstaltung Neue Klänge aus Brasilien – im Portrait: Jean Goldenbaum ebenfalls in Salzburg präsentiert. Nach der Uraufführung in Brasilien fand hier auch die europäische Premiere seines Konzerts May all Dictators fall (für Gitarre und Gitarrenquartett) statt.
2016 fand in Berlin das Konzert New tones for the Good – Neue Klänge für das Gute statt, bei dem ausschließlich Goldenbaum-Werke von acht Musikern aus verschiedenen Ländern zu hören waren. Im August desselben Jahres war Goldenbaum der Gastkomponist vom 29. Schwäbischen Kunstsommer in Irsee, wo seine Ökumenische Suite: Im Namen des Friedens, der Freiheit und der Toleranz (für Chor a cappella), uraufgeführt wurde.
Er produzierte sechs Alben mit einigen seiner Orchester- und Kammermusikwerke, die sowohl in Europa als auch in Brasilien aufgenommen wurden. Sein Werk umfasst circa 130 Kompositionen für Soloinstrumente, Kammermusik und Orchester.
2022 war er Musikdirektor des Festivals „Aktuelle Jüdische Musik in Deutschland“, welches in Hannover stattfand.
Im Mai 2022 wurde er eingeladen, seine Musik und seine Gedanken zu Hannah Arendt bei der Veranstaltung „Jüdische Musik & Erinnerungskultur: Hannah-Arendt“ im Rathaus Hannover vorzustellen.
Ein Großteil der von Goldenbaum organisierten Konzerte steht im Zusammenhang mit dem sozialen und politischen Engagement des Komponisten. Er ist Mitglied in zwei politischen Parteien: der Sozialdemokratischen Partei Deutschlands (SPD) und der israelischen Linkspartei Meretz.
Goldenbaum schrieb auch für das südniedersächsische Online-Magazin Kulturis.
Im Mai 2024 gab Goldenbaum auf seiner Website bekannt, dass er aus politischen Gründen seine brasilianische Staatsbürgerschaft aufgegeben habe. Er erklärte, er werde in Brasilien keine Partei (rechts und/oder links) mehr wählen, da er sie für „extrem, ignorant, korrupt und höchst antisemitisch“ halte.
Im Oktober 2024 wurde seine erste Oper „Di viderbagegenish“ im Schloss Bevern und in der Abtei Marienmünster uraufgeführt. Die Oper ist auf Jiddisch, das Libretto stammt vom Komponisten selbst und basiert auf einer Kurzgeschichte von Isaac Bashevis Singer. Neue Aufführungen sind für 2025 geplant.
Seit 2024 werden seine Notenwerke im Verlag Mitzkat (Holzminden) veröffentlicht.
2025 erschien sein Buch Aufsätze und Betrachtungen zu Musik und Judentum (und die Welten um sie herum), Epubli Verlag.
Er lebt mit seinem Deutschen Schäferhund Jake seit 2021 im Landkreis Holzminden.

## Kompositionsstil
Goldenbaums Musik ist grundsätzlich atonal, hat jedoch einen starken Einfluss der traditionellen tonalen Musik, wie der Komponist selbst in Interviews erklärte. Der Musikwissenschaftler Alexandre Bispo weist darauf hin, dass „die Beziehungen zwischen ethischen und ästhetischen Aspekten im kreativen Prozess im euro-brasilianischen Kontext in der kompositorischen Arbeit von Jean Goldenbaum eine besondere Bedeutung erhalten. Seine Kompositionen bringen die ethischen Grundlagen des künstlerischen Schaffens besonders ausdrucksvoll zum Ausdruck.“

## Presse und Medien
Jean Goldenbaum wurde in verschiedenen deutschen und internationalen Medien genannt, wie Jüdische Allgemeine, Bayerischer Rundfunk Klassik, Der Teckbote, Radio Leinehertz Hannover, Concerti, Stadtkind Hannover, Täglicher Anzeiger Holzminden, Programa Provocações (Brasilien), Radio Universida de Salamanca (Spanien), NDR Hallo Niedersachsen.

## Werke (Auswahl)
- Ecumenical Suite: in the name of Peace, Freedom and Tolerance für SATB Chor a cappella, opus 1 (Partitur, 2008, Ikuro Editions)
- Symphony of the Good, für Symphonieorchester, opus 2 (2009)
- Music Manifest for Nonviolence, für Blockflötentrio, opus 11 (2010)
- „May all dictators fall“ Concerto, für Gitarre und Gitarrenensemble, opus 17 (2011)
- Against the alienation of today's youth, für Symphonieorchester, opus 20 (2011)
- ‘Victorious is the Respectful‘ Concerto, für Klavier und Orchester, opus 21 (2011)
- Ferreira Gullar & Jean Goldenbaum – Three moments in Poetry and Music, für Sopran und Klavier, opus 26 (2012)
- ‘The Universe shall conspire to Love‘ Concerto, für Flöte, Perkussion und Orchester, opus 27 (2012)
- The death of the forrest, für Cello-Oktett, opus 37 (2013)
- Music protest against social injustices, für Klavier und zehn Perkussionsinstrumente, opus 39 (2014)
- The Path and the Faith in it, für solo Posaune, opus 44 (2014)
- Believe, move and heal the world, für offene Besetzung, opus 55 (2015)
- Jewish Synesthesia, für Klarinette und Gitarre, opus 65 (2016)
- The same image in colours and in black and white, für Flöte, Klavier und Perkussion, opus 73 (2017)
- Quartet 3: Light Meditations, für Streichquartett, opus 83 (2018)
- Tzedakah: Social Justice, für Flöte, Akkordeon und Pauken, opus 88 (2019)
- Rest in peace – Dedicated to the victims of the COVID-19 pandemic, für Gitarre, opus 101 (2021)
- Oseh Shalom, für Tenor, Bass und Gitarre, opus 113 (2022)
- Achtmal Liebe in Wort und Musik, für a capella-Chor, opus 117 (2023)
- Di videbagegenish, Oper für Solisten, Streichorchester und Chor, opus 126 (2024)

## Aufnahmen (Auswahl)
- Symphony of the Good (2010)
- Ode to Friendship, Concerto & other works (2012)
- The Universe shall conspire to Love, Concerto & other works (2013)
- Live in Berlin (2017)
- Some works (2020)
- Music to heal the world (2022)